# デイナ・E・グローバーマン
デイナ・E・グローバーマン（Dana E. Glauberman、1968年12月11日 - ）は、アメリカ合衆国の編集技師。

## 来歴
カリフォルニア大学サンタバーバラ校で映画の勉強をする。その後、『E.T.』の編集者であるキャロル・リトルトンのアシスタントを始め、数年間にわたって数本のテレビ番組の編集クルーを務めた。1990年代半ばにアイヴァン・ライトマン監督映画の編集で知られるシェルドン・カーンのアシスタントとなる。それがきっかけでアイヴァンの息子のジェイソン・ライトマンに接近し、彼の映画を編集するようになる。
アメリカ映画編集者協会のメンバーである。

## 編集作品
- A Song for Jade (2001)
- Rain (2001)
- Heart of the Beholder (2005)
- サンキュー・スモーキング Thank You for Smoking (2005)
- ファクトリー・ガール Factory Girl (2006)
- JUNO/ジュノ Juno (2007)
- マイレージ、マイライフ Up in the Air (2009)
- Love Happens (2009)
- 抱きたいカンケイ No Strings Attached (2011)
- ヤング≒アダルト Young Adult (2011)
- 人生はノー・リターン 〜僕とオカン、涙の3000マイル〜 The Guilt Trip (2012)
- とらわれて夏 Labor Day (2013)
- ドラフト・デイ Draft Day (2014)
- ステイ・コネクテッド〜つながりたい僕らの世界 Men, Women & Children (2014)
- ファーザー・フィギュア Father Figures (2017)
- クリード 炎の宿敵 Creed II (2018)
- ゴーストバスターズ/アフターライフ Ghostbusters: Afterlife (2021)
- ベスト・キッド:レジェンズ Karate Kid: Legends (2025)